# Anna Kinberg Batra
Anna Maria Kinberg Batra (nacida el 14 de abril de 1970) es una política sueca que se desempeñó como líder de la oposición y líder del Partido Moderado desde enero de 2015 hasta octubre de 2017. Fue miembro del Riksdag del condado de Estocolmo desde septiembre de 2006 hasta septiembre de 2018. Se desempeñó como líder parlamentaria desde octubre de 2010 hasta enero de 2015.
El 25 de agosto de 2017, Kinberg Batra anunció su renuncia como líder del partido; Ulf Kristersson la sucedió el 1 de octubre de 2017. En septiembre de 2017 dijo que dejaría la arena política.

## Primeros años de vida
Anna Kinberg nació en Skärholmen. En 1974, Kinberg y su familia se mudaron a Róterdam, Países Bajos, ya que su padre trabajaba para la oficina de Merrill Lynch en Ámsterdam. Kinberg Batra habla holandés con fluidez después de sus años en el país. Regresaron a Suecia en 1980 y se establecieron en Djursholm, donde Kinberg Batra pasó el resto de su educación.

## Educación
Kinberg Batra fue a la escuela secundaria en el gimnasio Danderyds, donde estudió ciencias naturales. Después de la secundaria, estudió lenguas extranjeras y ciencias políticas en la Universidad de Estocolmo entre 1989 y 1991. Se graduó de la Escuela de Economía de Estocolmo en 2000, donde estudió a tiempo parcial desde 1991.

## Carrera política

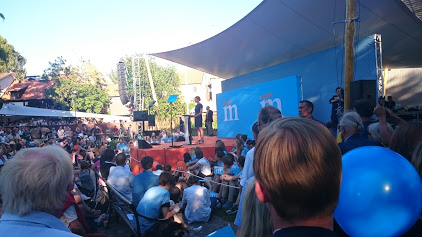
La política sueca Anna Kinberg Batra (m) habla en Almedalsveckan en Visby, 2015.

Kinberg Batra se unió a la Liga Juvenil Moderada en 1983. Durante las luchas internas dentro de la liga juvenil a principios de la década de 1990, perteneció a la falange liberal y apoyó a Ulf Kristersson como presidente.
En 1993, trabajó como asesora política del Primer Ministro Carl Bildt en las oficinas del Gobierno. También ha trabajado como editora en Svenska Dagbladet en 1994 y 1996. De 1995 a 1996, fue secretaria política en la oficina del Partido Moderado en el Parlamento Europeo, y de 1998 a 2000, se desempeñó como líder de proyecto . De 2000 a 2005, fue consultora de comunicación en Prime PR . Al mismo tiempo, dirigió su propio negocio de consultoría. De 2005 a 2006, fue jefa de información en la Cámara de Comercio de Estocolmo .
Participó activamente en la política estudiantil como presidenta de la Unión de Estudiantes de la Universidad de Estocolmo en 1994, como miembro de la junta de la Liga Juvenil Moderada de 1995 a 1998, y como la primera mujer presidenta de la Liga Juvenil Moderada en el condado de Estocolmo de 1996 a 1998. De 2004 a 2011, fue miembro de la junta directiva del centro de actividades Fryshuset. Desde 2011 es miembro de la junta directiva del Partido Moderado.

### Líder del Partido Moderado
Tras la derrota del Partido Moderado en las elecciones generales de septiembre de 2014, Kinberg Batra asumió de jure el liderazgo del partido. El 9 de diciembre de 2014, el comité de nominación del Partido Moderado nominó a Anna Kinberg Batra para suceder a Fredrik Reinfeldt como líder del partido. Fue elegida para el cargo en el congreso del partido el 10 de enero de 2015, convirtiéndose en la primera mujer líder del partido.
Se enfrentó a las críticas de los votantes y dentro del Partido Moderado después del acuerdo de diciembre, que hizo posible que la coalición gubernamental minoritaria de centroizquierda del primer ministro Stefan Löfven continuara en el cargo. El 9 de octubre de 2015, tras la salida de los demócratas cristianos del acuerdo, Kinberg Batra anunció que el acuerdo ahora estaba disuelto.
El 25 de agosto de 2017, anunció que renunciaría a la dirección del Partido Moderado, debido a las fuertes críticas dentro del partido. Fue sucedida por Ulf Kristersson el 1 de octubre de 2017.

## Vida personal
Ha estado casada con el comediante David Batra desde 2002. Tienen una hija y viven en Nacka, Estocolmo. También habla francés con fluidez y domina el holandés.